# Tajine zitoun
 (avril 2023).
La mise en forme du texte ne suit pas les recommandations de Wikipédia : il faut le « wikifier ».
Les points d'amélioration suivants sont les cas les plus fréquents. Le détail des points à revoir est peut-être précisé sur la page de discussion.
- Les titres sont pré-formatés par le logiciel. Ils ne sont ni en capitales, ni en gras.
- Le texte ne doit pas être écrit en capitales (les noms de famille non plus), ni en gras, ni en italique, ni en « petit »…
- Le gras n'est utilisé que pour surligner le titre de l'article dans l'introduction, une seule fois.
- L'italique est rarement utilisé : mots en langue étrangère, titres d'œuvres, noms de bateaux, etc.
- Les citations ne sont pas en italique mais en corps de texte normal. Elles sont entourées par des guillemets français : « et ».
- Les listes à puces sont à éviter, des paragraphes rédigés étant largement préférés. Les tableaux sont à réserver à la présentation de données structurées (résultats, etc.).
- Les appels de note de bas de page (petits chiffres en exposant, introduits par l'outil «  Source ») sont à placer entre la fin de phrase et le point final[comme ça].
- Les liens internes (vers d'autres articles de Wikipédia) sont à choisir avec parcimonie. Créez des liens vers des articles approfondissant le sujet. Les termes génériques sans rapport avec le sujet sont à éviter, ainsi que les répétitions de liens vers un même terme.
- Les liens externes sont à placer uniquement dans une section « Liens externes », à la fin de l'article. Ces liens sont à choisir avec parcimonie suivant les règles définies. Si un lien sert de source à l'article, son insertion dans le texte est à faire par les notes de bas de page.
- La présentation des références doit suivre les conventions bibliographiques. Il est recommandé d'utiliser les modèles {{Ouvrage}}, {{Chapitre}}, {{Article}}, {{Lien web}} et/ou {{Bibliographie}}. Le mode d'édition visuel peut mettre en forme automatiquement les références.
- Insérer une infobox (cadre d'informations à droite) n'est pas obligatoire pour parachever la mise en page.

Pour une aide détaillée, merci de consulter Aide:Wikification.
Si vous pensez que ces points ont été résolus, vous pouvez retirer ce bandeau et améliorer la mise en forme d'un autre article.

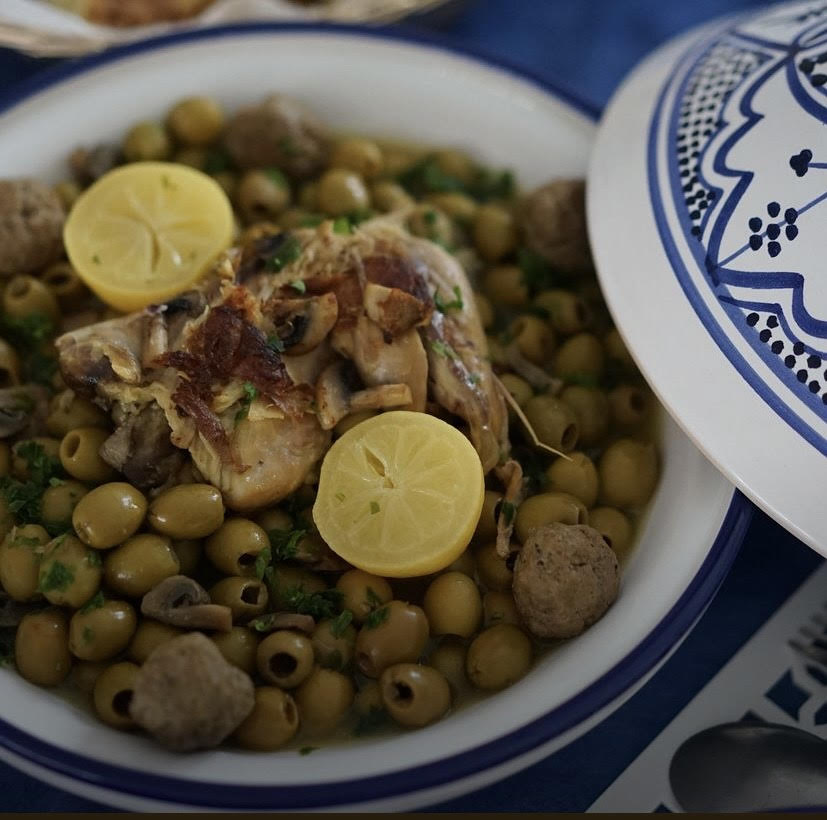
Tajine algérien au poulet, boulettes de viande et olives.

Le tajine zitoun, tadjine zitoune, tajine el zitoune, tagine zitoune ou tajine aux olives (en arabe : طاجين الزيتون), est un ragoût traditionnel algérien originaire de la ville d'Alger. Il est nommé d'après le pot en terre cuite dans lequel il est cuit, le pot à tajine. Le tajine zitoun comprend généralement de l'agneau ou du poulet et des olives comme ingrédient principal et, fréquemment, une combinaison d'oignons, de carottes, de champignons ou d'autres légumes. Il est souvent assaisonné avec du thym, des feuilles de laurier, du jus de citron, du safran ou du curcuma,,,.
À Constantine, en Algérie, le plat peut consister en du poulet ou de la langue de bœuf, mijoté avec seulement des champignons et des olives ou encore, des boulettes de viande émiettées, puis cuites dans une sauce avec les mêmes ingrédients,.

## Préparation
Certaines préparations demandent que les olives soient blanchies à l'eau bouillante puis égouttées avant de les ajouter à la recette pour enlever une partie du sel.
Le plat a des variantes selon la région de l'Algérie, mais toutes incluent des olives. Comme la plupart des plats algériens, certaines variantes incluent une sauce blanche ou rouge, certaines spécifient du poulet, de l'agneau ou des boulettes de viande hachée. Certaines incluent d'autres légumes,,,.
Dans le district d'Oran, à l'ouest de l'Algérie, connu pour ses oliveraies et ses champignonnières, les champignons sont généralement inclus. Le safran est préféré, mais le curcuma est aussi utilisé en substitution pour des raisons économiques.